# Ekáli
Ekáli (Ekali) är en ort i Grekland.   Den ligger i prefekturen Nomarchía Athínas och regionen Attika, i den sydöstra delen av landet, 18 km nordost om huvudstaden Aten. Ekáli ligger 359 meter över havet och antalet invånare är 5 889.
Terrängen runt Ekáli är huvudsakligen kuperad, men åt sydväst är den platt. Runt Ekáli är det mycket tätbefolkat, med 2 521 invånare per kvadratkilometer. Närmaste större samhälle är Aten, 17,9 km sydväst om Ekáli. Runt Ekáli är det i huvudsak tätbebyggt.